# Hsiao Xiang-Yao
Hsiao Xiang-Yao, (en chinois : 蕭翔耀),  est un astronome taïwanais.
Le Centre des planètes mineures le crédite de la découverte de dix-huit astéroïdes sous les noms H.-Y. Hsiao et X. Y. Hsiao, toutes effectuées en 2008 et en 2009, toutes avec la collaboration de Ye Quan-Zhi.
| (237164) Keelung      | 22 octobre 2008  |
| (237187) Zhonglihe    | 23 octobre 2008  |
| (239593) Tianwenbang  | 20 octobre 2008  |
| (239611) Likwohting   | 23 octobre 2008  |
| (246643) Miaoli       | 18 décembre 2008 |
| (278986) Chenshuchu   | 20 octobre 2008  |
| (281561) Taitung      | 21 octobre 2008  |
| (281564) Fuhsiehhai   | 23 octobre 2008  |
| (281569) Taea         | 23 octobre 2008  |
| (321131) Alishan      | 23 octobre 2008  |
| (336392) Changhua     | 23 octobre 2008  |
| (349785) Hsiaotejen   | 16 janvier 2009  |
| (435728) Yunlin       | 22 octobre 2008  |
| (465513) Chenchen     | 22 octobre 2008  |
| (484734) Chienshu     | 19 décembre 2008 |
| (498797) Linshiawshin | 23 octobre 2008  |
| (528489) Ntuef        | 20 octobre 2008  |